# Август 2014 года

Список событий августа 2014 года.

## События
- 1 августа
  - В России вступил в силу Закон о блогерах.
- 2 августа
  - В американском городе Толидо (штат Огайо) более 500 тысячам жителей остались без питьевой воды, так как в водопроводе обнаружили токсичное вещество микроцистин[1].
  - По сообщению министерства обороны непризнанной НКР, на линии соприкосновения вновь было нарушено прекращение огня[2].
- 3 августа
  - В китайской провинции Юньнань произошло землетрясение магнитудой 6,1, погибли не менее 357 человек[3].
  - Политический кризис в Афганистане: афганский центризбирком возобновил пересчёт голосов, полученных на президентских выборах, представители оспаривающего официальные итоги голосования Абдуллы Абдуллы снова обвинили власти в попытке подтасовать результаты[4].
- 4 августа
  - Бюджетная авиакомпания «Добролёт» приостановила полёты из-за санкции Евросоюза, наложенных на компанию за полёты в Крым[5].
  - В государственном музее-заповеднике «Царское село» открылся первый в России музей Первой мировой войны[6].
  - Пользователи мобильных устройств на операционной системе Android впервые обогнали пользователей iOS по объёму трафика[7].
- 5 августа
  - Из Плёсского дома-музея Исаака Левитана украдено 5 полотен общей стоимостью 77 миллионов рублей[8].
  - Около 400 украинских военных обратились к России с просьбой об убежище. Для них был открыт гуманитарный коридор, через который они перешли на территорию России[9].
  - В Вашингтоне открылся первый в истории саммит Африка — США, в котором приняли участие 50 африканских лидеров[10].
- 6 августа
  - Зонд «Розетта» достиг кометы Чурюмова-Герасименко и стал первым космическим аппаратом, который сумел выйти на орбиту кометы[11].
  - Распущен парламент Болгарии[12].
  - Президент России Владимир Путин распорядился на год запретить или ограничить ввоз продуктов из стран, которые ввели санкции против России[13].
- 7 августа
  - По фактам приостановки деятельности крупнейших российских туроператоров («Лабиринт», «Роза ветров Мир», «Идеал-тур», «Нева», и «Экспо-тур»), в результате которых пострадали несколько десятков тысяч человек, возбуждены уголовные дела[14].
  - Президент Либерии Элен Джонсон-Серлиф объявила режим чрезвычайного положения, который будет действовать в течение 90 дней, причиной этому стала эпидемия лихорадки Эбола[15].
- 8 августа
  - В рамках программы DARPA SyNAPSE компания IBM представила новый, полностью законченный чип TrueNorth, реализующий нейронную сеть[16].
- 9 августа
  - В центре Киева на площади Незалежности жители города и работники коммунальных служб разобрали баррикады, шины и палатки, ликвидировав тем самым остатки Евромайдана[17].
  - Беспорядки в Фергусоне (США). Причиной стал инцидент, в котором безоружный чернокожий Майкл Браун был застрелен белокожим местным полицейским Дарреллом Уилсоном во время попытки ареста[18].
- 10 августа
  - В тегеранском аэропорту Мехрабад (Иран), не сумев взлететь, разбился самолёт IrAn-140 авиакомпании Taban Air. Из 48 человек, находившихся на борту, погибли 39[19].
- 12 августа
  - В мадридской больнице скончался первый европеец, заразившийся вирусом лихорадки Эбола в Либерии — священник Мигель Пахарес[20].
- 13 августа
  - Впервые за 78-летнюю историю Филдсовской премии её обладателем стала женщина, Мариам Мирзахани, работающая в Стэнфордском университете[21].
  - Соломоновы Острова признали независимость Республики Косово[22].
  - В авиакатастрофе погиб губернатор штата Пернамбуку Эдуарду Кампуш.
- 14 августа
  - Президент «Роснефти» Игорь Сечин обратился в правительство с просьбой о финансовой помощи компании, так как её чистый долг составляет 1,5 триллиона рублей, а взятие кредитов затруднено санкциями[23].
  - Лидер самопровозглашённой Луганской народной республики Валерий Болотов объявил, что временно уходит в отставку из-за ранения[24]. Его место занял И. В. Плотницкий[25].
  - И. И. Стрелков (Гиркин) подал в отставку с поста министра обороны самопровозглашённой Донецкой народной республики, его место занял В. П. Кононов[26].
  - Незадолго до прибытия в Сеул Папы Римского Франциска в рамках его первого азиатского турне, Северная Корея произвела пуск трёх ракет малой дальности в Японском море[27].
  - Шахматная олимпиада 2014 года закончилась победой сборной Китая среди мужчин и сборной России среди женщин[28].
- 15 августа
  - Губернатор штата Миссури назвал «зоной боевых действий» город Фергусон, где вспыхнули волнения после убийства 9 августа полицейским негритянского подростка[29]. Полиция штата задержала нескольких журналистов, освещавших беспорядки[30].
  - По заявлению руководителя информационного центра СНБО Украины Андрея Лысенко «украинские войска начали операцию по освобождению Донецка и Луганска»[31].
- 16 августа
  - По сообщению СНБО Украины в Луганске и Донецке начались уличные бои[32].
  - Губернатор Миссури Джей Никсон объявил чрезвычайное положение и ввел комендантский час в городе Фергусон, чтобы остановить волну протестов[33].
  - Стартовали II летние юношеские Олимпийские игры в Нанкине, (КНР)[34].
  - Папа римский Франциск причислил к лику блаженных 124 южнокорейских мученика[35].
- 17 августа
  - В столице Либерии Монровии группа вооружённых людей напала на центр карантина лиц, заражённых вирусом Эбола, по сообщению AFP, все содержавшиеся в центре больные оказались на свободе[36].
  - В районе железнодорожной станции Сочи произошел обрыв контактной сети, что привело к многочасовой задержке в движении поездов длившейся несколько дней[37].
- 18 августа
  - Губернатор штата Миссури Джей Никсон подписал указ о размещении подразделений Национальной гвардии в город Фергусон из-за продолжающихся беспорядков[38].
- 20 августа
  - В японской префектуре Хиросима произошли оползни. Погибли 72 человека, более 70 пострадали, двое пропали без вести[39].
  - Эквадорский лидер Рафаэль Корреа подтвердил, что предоставляет убежище основателю сайта WikiLeaks Джулиану Ассанжу[40].
- 21 августа
  - Истребители воздушных сил самообороны Японии были подняты в воздух в связи с приближением двух российских военных самолётов, которые облетели по периметру территорию Японского архипелага[41].
- 22 августа
  - Около 170 человек погибли в Средиземном море, в результате крушения лодки с беженцами из Сомали, Ливии и Эритреи[42].
- 23 августа
  - В ходе продолжающихся пятую неделю боёв в Триполи, исламисты захватили аэропорт, установив таким образом окончательный контроль над ливийской столицей[43].
- 24 августа
  - Досрочные выборы президента Абхазии[44]. Победу одержал Рауль Хаджимба[45].
  - В Амстердаме (Нидерланды) стартовал чемпионат мира по академической гребле[46].
    - В городе Шартр завершился чемпионат Франции по международным шашкам среди мужчин. Победил Арно Кордье.
- 25 августа
  - Чемпионат мира по дзюдо стартовал в Челябинске (Россия)[47].
  - Президент Франсуа Олланд поручил главе правительства Мануэлю Вальсу распустить действующий и сформировать новый кабинет министров[48].
  - Президент Украины Пётр Порошенко объявил о роспуске Верховной Рады[49].
  - На вручении премии Эммии, «Во все тяжкие» был признан лучшим драматическим сериалом, лучшим комедийным сериалом стала «Американская семейка»[50].
- 26 августа
  - В Минске во дворце Независимости работал саммит Таможенный союз — Украина[51].
  - Вице-канцлер Австрии Михаэль Шпинделеггер ушёл в отставку[52].
  - Вышла первая серия украинского ситкома «Когда мы дома»[значимость факта?].
- 27 августа
  - Началось долгосрочное перемирие между контролирующим сектор Газа движением ХАМАС и Израилем, достигнутое при посредничестве Египта[53].
- 28 августа
  - Президент Украины Пётр Порошенко отменил визит в Турцию и созвал срочное заседание СНБО из-за обострения ситуации на востоке Украины[54].
  - Вступил в должность президент Турции Реджеп Эрдоган; и. о. премьер-министра Турции стал Ахмет Давутоглу[55].
- 29 августа
  - Готовность военно-воздушных сил Финляндии повышена в связи с неоднократными нарушениями российскими военными самолётами воздушного пространства этой страны[56].
  - В Сенегале зафиксирован первый случай заражения лихорадкой Эбола[57].
  - Великобритания повысила уровень террористической угрозы до четвёртого по пятибалльной шкале[58].
  - В Папуа-Новая Гвинея началось извержение вулкана Тавурвур[59].
- 30 августа
  - В Королевстве Лесото совершён государственный переворот, премьер-министр страны Томас Табане покинул пределы государства[60][61].
  - В шести городах Испании стартовал мужской чемпионат мира по баскетболу[62].
  - В восьми городах Польши стартовал мужской чемпионат мира по волейболу[63].
  - Премьер-министр Польши Дональд Туск избран президентом Европейского совета[64].
- 31 августа
  - Ливийские исламисты из группировки Рассвет Ливии захватили в Триполи посольство США[65].
  - В Париже в результате взрыва разрушен жилой дом, погиб один ребёнок; судьба 10 жителей неизвестна[66].
  - В КНР (провинция Гуйчжоу) произошёл оползень, погибли 22 жителя деревни Инпин[67].